# Astragalus tachdirtensis
Astragalus tachdirtensis är en ärtväxtart som beskrevs av Gábor Gabriel Andreánszky. Astragalus tachdirtensis ingår i släktet vedlar, och familjen ärtväxter. Inga underarter finns listade i Catalogue of Life.